# Lespesia grioti
Lespesia grioti là một loài ruồi trong họ Tachinidae.